# Gilbert Thibaut de Maisières
Pour les articles homonymes, voir Thibaut et Maisières (homonymie).
Le baron Gilbert Thibaut de Maisières, GCVO, né le 27 janvier 1914 à Liège et décédé le 4 novembre 2001 à Uccle, était un militaire, écrivain et chef de la Maison des Princes de Liège.

## Descendance
- baron Gilbert Thibaut de Maisières ∞ Jacqueline de la Barre d'Erquelinne (†) ∞ Elizabeth Bowling-Harvey
  - baron Claude Thibaut de Maisières ∞ Marie-Noëlle Solvay de La Hulpe
    - Aude Thibaut de Maisières ∞ Spyros Karageorgis
      - Théodora Karageorgis
      - Olympie Karageorgis

    - Diane Thibaut de Maisières ∞ David Van Tieghem
      - Jules Van Tieghem
      - Mia Van Tieghem
      - Basile Van Tieghem
      - Aston Van Tieghem
      - Léopold Van Tieghem

    - Marie Thibaut de Maisières

  - Réginald Thibaut de Maisières, éc. ∞  Sophie Thoreau
    - Florence Thibaut de Maisières
    - Cédric Thibaut de Maisières, éc.

  - Serge Thibaut de Maisières, éc. ∞  Marina van Ypersele de Strihou
    - Aymeric Thibaut de Maisières, éc.
    - Florian Thibaut de Maisières, éc.
    - Quentin Thibaut de Maisières, éc.

  - Sibylle Thibaut de Maisières ∞ Pierre Battard
    - Olivia Battard
    - Alix Battard ∞ Laurent Haulotte
    - Ludovic Battard ∞ Elisabeth van Rijckevorsel

- - Éric Thibaut de Maisières, éc. ∞ Brigitte Duvieusart
    - Amélie Thibaut de Maisières
    - Augustin Thibaut de Maisières, éc.
    - Clément Thibaut de Maisières, éc.

## Ouvrages

### Romans
- 1961 : TOURISME CLANDESTINS  Récits d'évasions, Office de Publicité S.A. Bruxelles, 243 p., raconte les évasions successives de l'auteur, officier d'active emprisonné à l'Oflag II-A pendant la seconde guerre mondiale
- Christian Laporte, Gilbert Thibaut s'évada cinq fois, 6/11/2001, le soir, Bruxelles (online)
- Christian Laporte et Alain Dewez, Histoire Décès d'une conscience juive de Belgique Jean Bloch avait libéré Bruxelles en 1944, 4/04/2002, le soir, Bruxelles (online)

## Décorations
- Grande-Croix de l'Ordre du roi Abdelaziz[1]
- Grand-Croix de l'Ordre de Francisco de Miranda
- Grand-Croix de l'Ordre de Bintang Jasa
- Grand-Croix de l'Ordre de la Rose blanche
- Grand-Croix de l'Ordre de Dannebrog
- Grand-Croix de l'Ordre du Mérite
- Grand-Croix de l'Ordre du Trésor sacré
- Grand-Croix de l'Ordre de Saint-Olaf
- Grand-Croix de l'Ordre d'Isabelle la Catholique
- Grand-Croix de l'Ordre royal de Victoria
- Grand-Croix de l'Ordre du Mérite de la République fédérale d'Allemagne
- Grand-Croix de l'Ordre de l'Aigle aztèque
- Grand-Officier de l'Ordre du Mérite de la République italienne
- Grand-Officier de l'Ordre national de la Légion d'honneur
- Grand-Croix de l'Ordre de l'Épée
- Grand-Officier de l'Ordre du Libérateur Général San Martín
- Grand-Officier de l'Ordre de la Couronne de chêne
- Grand-Officier de l'Ordre de la Maison d'Orange
- Grand-Officier de l'Ordre du Ouissam alaouite
- Grand-Officier de l'Ordre de la République
- Officier de l'ordre de Saint-Charles